# Campionati del mondo di ciclismo su pista 2019 - Inseguimento a squadre femminile
La gara di inseguimento a squadre femminile ai Campionati del mondo di ciclismo su pista 2019 si è svolta il 27 e il 28 febbraio 2019. Vi hanno gareggiato in totale 17 squadre da altrettante nazioni, sulla distanza dei 4000 m.

## Podio
| Pos.    | Squadra       | Atlete                                                                         |
| ------- | ------------- | ------------------------------------------------------------------------------ |
| Oro     | Australia     | Annette Edmondson Ashlee Ankudinoff Georgia Baker Amy Cure Alexandra Manly     |
| Argento | Gran Bretagna | Laura Kenny Katie Archibald Elinor Barker Ellie Dickinson                      |
| Bronzo  | Nuova Zelanda | Kirstie James Holly Edmondston Bryony Botha Michaela Drummond Rushlee Buchanan |

## Risultati

### Qualificazioni[2]
I migliori 8 tempi avanzano al primo turno. Tra questi, i primi 4 rimangono nella lotta per l'oro, mentre i restanti 4 per il bronzo.
| Posizione | Nazione       | Atlete                                                                    | Tempo    | Gap     | Note |
| --------- | ------------- | ------------------------------------------------------------------------- | -------- | ------- | ---- |
| 1         | Australia     | Annette Edmondson Ashlee Ankudinoff Georgia Baker Amy Cure                | 4:14.915 |         | Q    |
| 2         | Gran Bretagna | Laura Kenny Katie Archibald Elinor Barker Ellie Dickinson                 | 4:15.618 | +0.703  | Q    |
| 3         | Nuova Zelanda | Rushlee Buchanan Bryony Botha Holly Edmondston Kirstie James              | 4:19.065 | +4.150  | Q    |
| 4         | Italia        | Letizia Paternoster Martina Alzini Elisa Balsamo Vittoria Guazzini        | 4:20.065 | +5.150  | Q    |
| 5         | Canada        | Allison Beveridge Ariane Bonhomme Annie Foreman-Mackey Georgia Simmerling | 4:20.650 | +5.735  | q    |
| 6         | Germania      | Charlotte Becker Franziska Brauße Lisa Brennauer Lisa Klein               | 4:24.568 | +9.653  | q    |
| 7         | Stati Uniti   | Jennifer Valente Christina Birch Kimberly Geist Emma White                | 4:25.384 | +10.469 | q    |
| 8         | Belgio        | Lotte Kopecky Shari Bossuyt Jolien D'Hoore Annelies Dom                   | 4:25.825 | +10.910 | q    |
| 9         | Francia       | Coralie Demay Marion Borras Clara Copponi Pascale Jeuland                 | 4:27.560 | +12.645 |      |
| 10        | Irlanda       | Mia Griffin Kelly Murphy Alice Sharpe Orla Walsh                          | 4:29.148 | +14.233 |      |
| 11        | Giappone      | Yumi Kajihara Kie Furuyama Kisato Nakamura Miho Yoshikawa                 | 4:30.76  | +15.845 |      |
| 12        | Bielorussia   | Ina Savenka Polina Pivovarova Aksana Salauyeva Hanna Tserakh              | 4:31.329 | +16.414 |      |
| 13        | Polonia       | Daria Pikulik Nikol Płosaj Justyna Kaczkowska Lucja Pietrzak              | 4:32.420 | +17.505 |      |
| 14        | Corea del Sud | Kim Hyun-ji Kim You-ri Lee Ju-mi Na Ah-reum                               | 4:33.074 | +18.159 |      |
| 15        | Cina          | Wang Xiaofei Huang Zhilin Liu Jiali Ma Menglu                             | 4:33.634 | +18.719 |      |
| 16        | Russia        | Aleksandra Gončarova Anastasija Čursina Tamara Dronova Darija Mal'kova    | 4:33.919 | +19.004 |      |
| 17        | Ucraina       | Hanna Solovey Oksana Kliachina Tetyana Klimchenko Anna Nahirna            | 4:36.683 | +21.768 |      |

### Primo turno[3]
Le batterie del primo turno vengono disputate come segue:
- Batteria 1: 6º vs 7º tempo nelle qualificazioni
- Batteria 2: 5º vs 8º tempo nelle qualificazioni
- Batteria 3: 2º vs 3º tempo nelle qualificazioni
- Batteria 4: 1º vs 4º tempo nelle qualificazioni

Le vincenti della terza e quarta batteria disputeranno la finale per la medaglia d'oro. Le restanti 6 saranno classificate per i tempi ottenuti, e le migliori 2 disputeranno la finale per la medaglia di bronzo.
| Batteria | Posizione | Nazione       | Atlete                                                                    | Tempo    | Gap    | Note |
| -------- | --------- | ------------- | ------------------------------------------------------------------------- | -------- | ------ | ---- |
| 1        | 1         | Germania      | Gudrun Stock Franziska Brauße Lisa Brennauer Lisa Klein                   | 4:21.252 |        |      |
| 2        | 1         | Stati Uniti   | Jennifer Valente Christina Birch Kimberly Geist Emma White                | 4:23.721 | +2.469 |      |
| 1        | 2         | Canada        | Allison Beveridge Ariane Bonhomme Annie Foreman-Mackey Georgia Simmerling | 4:17.577 |        | QB   |
| 2        | 2         | Belgio        | Lotte Kopecky Shari Bossuyt Jolien D'Hoore Annelies Dom                   | 4:23.953 | +6.376 |      |
| 1        | 3         | Gran Bretagna | Laura Kenny Katie Archibald Elinor Barker Ellie Dickinson                 | 4:14.067 |        | QO   |
| 2        | 3         | Nuova Zelanda | Rushlee Buchanan Bryony Botha Holly Edmondston Kirstie James              | 4:17.980 | +3.913 | QB   |
| 1        | 4         | Australia     | Alexandra Manly Ashlee Ankudinoff Georgia Baker Amy Cure                  | 4:13.913 |        | QO   |
| 2        | 4         | Italia        | Letizia Paternoster Martina Alzini Elisa Balsamo Vittoria Guazzini        | 4:18.528 | +4.615 |      |

### Finali[4]
Finale per il bronzo
| Posizione | Nazione       | Atlete                                                                    | Tempo    | Gap    | Note |
| --------- | ------------- | ------------------------------------------------------------------------- | -------- | ------ | ---- |
| 3         | Nuova Zelanda | Michaela Drummond Bryony Botha Holly Edmondston Kirstie James             | 4:16.479 |        |      |
| 4         | Canada        | Allison Beveridge Ariane Bonhomme Annie Foreman-Mackey Georgia Simmerling | 4:20.321 | +3.842 |      |

Finale per l'oro
| Posizione | Nazione       | Atlete                                                     | Tempo    | Gap    | Note |
| --------- | ------------- | ---------------------------------------------------------- | -------- | ------ | ---- |
| 1         | Australia     | Annette Edmondson Ashlee Ankudinoff Georgia Baker Amy Cure | 4:14.333 |        |      |
| 2         | Gran Bretagna | Laura Kenny Katie Archibald Elinor Barker Ellie Dickinson  | 4:14.537 | +0.204 |      |